# SIGXFSZ
В POSIX-системах, SIGXFSZ — сигнал, посылаемый процессу при превышении открытым файлом максимально допустимого размера.
SIGXFSZ — целочисленная константа, определенная в заголовочном файле signal.h. Символьные имена сигналов используются вместо номеров, так как в разных реализациях номера сигналов могут различаться.

## Этимология
SIG — общий префикс сигналов (от англ. signal), XFSZ — сокращенное написание англ. exceeded file size — превышен размер файла

## Использование
Посылка данного сигнала определяется реализацией системного вызова ulimit() и шелла Unix.